# 粉河寺
粉河寺（こかわでら）は、和歌山県紀の川市粉河にある粉河観音宗の総本山の寺院。山号は風猛山（ふうもうざん、かざらぎさん）。本尊は千手千眼観世音菩薩。西国三十三所第3番札所。伝承によれば創建は宝亀元年（770年）、大伴孔子古（おおとものくじこ）によるとされる。
本尊真言：おん ばざら たらま きりく そわか
ご詠歌：ちちははの恵みも深き粉河寺　佛の誓ひたのもしの身や

## 歴史

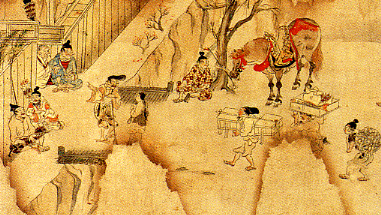
粉河寺縁起絵巻 第三段 河内国の長者宅を訪れる童行者（実は千手観音の化身）

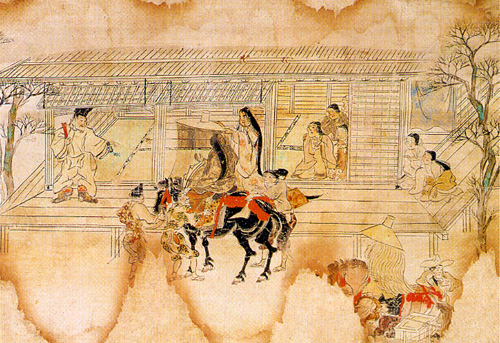
粉河寺縁起絵巻 第五段 粉河へ向けて出立の準備をする長者の一族

草創の縁起は『粉河寺縁起絵巻』（国宝）に伝えられている。
「粉河寺縁起」には2つの説話が語られている。1つ目の話は粉河寺の草創と千手観音の由来に関するものである。紀伊国の猟師・大伴孔子古は宝亀元年（770年）のある日、山中に不思議な光を発する場所を見つけて、そこに小さな庵を営んだ。これが粉河寺の始まりであるという。その後のある日、孔子古の家に一人の童子（童男行者）が訪ねて来て、一晩泊めてくれという。童子は宿を借りたお礼にといって、7日かけて千手観音の像を刻んだ。8日目の朝、孔子古が見てみると童子の姿はなく、金色の千手観音の像だけがあった。孔子古は殺生をやめて観音を信仰するようになったとのことである。
2つ目の話は千手観音の霊験説話である。河内国の長者・佐太夫の娘は重い病で明日をも知れぬ命であった。そこへどこからともなく現れた童行者が千手千眼陀羅尼を称えて祈祷したところ、娘の病は全快した。喜んだ長者がお礼にと言って財宝を差し出すが童行者は受け取らず、娘の提鞘（さげざや、小太刀）と緋の袴だけを受け取り、「私は紀伊国那賀郡におります」といって立ち去った。長者一家が那賀郡を尋ねて行くと、小さな庵に千手観音像が立ち、観音の手には娘の提鞘と緋の袴があった。長者一家はあの行者が観音の化身であったことを知ってその場で出家し、孔子古とともに粉河寺の繁栄に尽くしたとのことである。なお、佐太夫の子孫は大阪府東大阪市足代の名門で、元衆議院議員の塩川正十郎を輩出した塩川家である。
以上の説話がどこまで史実を反映したものかは定かでないが、粉河寺は平安時代には朝廷や貴族の保護を得て栄えたことは確かである。清少納言の『枕草子』194段には「寺は壺坂、笠置、法輪、高野、石山、粉川、志賀」とあり、『梁塵秘抄』に載せる今様には、「観音験（しるし）を見する寺、清水、石山、長谷の御山、粉河（後略）」とある。西行の『山家集』や、架空の物語である『うつほ物語』『狭衣物語』にも粉河寺への言及があるなど、遅くとも平安時代中期・10世紀には観音霊場として著名であったことがわかる。平安時代後期には、その頃から始まった西国三十三所観音霊場巡りの札所の1つとして栄えた。
鎌倉時代には天台宗の寺院として七堂伽藍、550箇坊もの子院を持ち、大勢の僧兵を擁し、寺領は4万石もあって広大な荘園を持ち、根来寺や金剛峯寺と比肩しうる大寺院であった。
戦国時代の天正元年（1573年）には境内南側の猿岡山（現・秋葉山）に猿岡山城を築き、寺の防衛を図ったが、天正13年（1585年）に羽柴秀吉の紀州征伐にあい、根来寺や雑賀衆とともに抵抗したものの全山焼失し、猿岡山城も陥落した。この時、粉河寺縁起絵巻も焼損している。
正暦元年（990年）に塔頭として創建された十禅院であるが、寛政12年（1800年）に紀州藩第10代藩主徳川治宝により天台宗安楽律院派の寺院に改められて十禅律院として独立している。
正徳3年（1713年）、大火災が発生して大門のみを残して建物のほとんどが焼失している。現在の伽藍は大半がそれ以降の再建である。
明治時代に入ると神仏分離が行われ、当寺の鎮守社として延暦2年（783年）に創建された粉河産土神社が独立している。
1876年（明治9年）5月28日、那賀郡住民1000余人が粉河寺に集まって騒ぐ。
1934年（昭和9年）9月21日、室戸台風の暴風雨により倒木多数、鐘楼が下敷きとなり倒壊する被害を受ける。
太平洋戦争後、当寺は粉河観音宗の総本山として天台宗から独立した。
大門から南に約1キロメートル続くJR粉河駅前通は門前町として栄えたが、県道の拡幅工事により、かつての面影はなくなってしまっている。

## 本尊
粉河寺の本尊千手観音像は絶対の秘仏とされ、公開された記録はない。このため西国三十三所の札所などで見かける粉河寺の本尊の模造像や絵については、それが本物と相違しているか証明できる者はいないとされている。日本の仏教寺院では、本尊が秘仏である場合、「お前立ち」と称する代わりの像を本尊厨子の手前に安置する場合があるが、粉河寺においては「お前立ち」像も秘仏である。本尊像は火災を避けるために本堂下の地中に容器に入れて埋められているとされる。「お前立ち」像は年に一度、12月31日に僧籍にある関係者が掃除のために開扉するのみで、在家の者が拝観する機会はない。なお、内陣背面（後戸）に安置された「裏観音」と称する千手観音立像は拝観可能である。
2008年（平成20年）から2010年（平成22年）にかけて、花山法皇一千年忌を記念して、西国三十三所のすべての札所寺院において秘仏の結縁開扉が行われているが、粉河寺の本尊像はこの際にも開扉されることはなく、2008年（平成20年）10月に特別開扉されたのは、本堂の隣の千手堂の千手観音像である。なお、寺には高さ33センチメートルほどの木造の菩薩像頭部（11世紀頃の作）が所蔵され、これが旧本尊像の頭部であるともいわれている。
本堂後戸（うしろど）安置の千手観音立像は、2016年（平成28年）6月 - 7月に和歌山県立博物館で公開され、2020年（令和2年）7月 - 9月に京都国立博物館で開催される「西国三十三所草創1300年記念 特別展 聖地をたずねて ─ 西国三十三所の信仰と至宝 ─ 」にも出展される。

## 境内
JR粉河駅から徒歩10分ほどのところに大門が建つ。大門をくぐると参道は右手に曲がり、参道の右側は川、左側には本坊などの諸堂が並ぶ。参道の先には中門が建ち、そこからさらに一段高く造成された平地に本堂、千手堂などが建つ。本堂前の斜面は巨石を並べた庭園（国の名勝）になっている。
- 本堂（重要文化財）

西国三十三所の寺院の中で最大級の堂である。中門の先、一段高くなった敷地に建つ。享保5年（1720年）再建。本尊千手観音（秘仏）を安置する二重屋根の正堂（しょうどう）と、礼拝のための一重屋根の礼堂（らいどう）とを前後に並べた形式になり、西国札所として多数の参詣者を収容する必要から礼堂部分を広く取っている。外観は高さの違う入母屋屋根を前後に並べて千鳥破風を付し、さらに唐破風造の向拝を正面に付した複雑な構成になっている。礼堂は入母屋造単層、本瓦葺き。柱間は正面9間、側面4間で、前半分の2間分を建具を設けない吹き放しとし、参詣者用の空間としている。正堂は入母屋造重層、本瓦葺き。柱間は正面7間、側面6間で、前方の2間分は礼堂に組み込まれている。様式的には、虹梁形の頭貫や台輪を使用する点、正堂の組物を詰組とする点など、細部に禅宗様の要素がみられる。正堂内部には正面3間、側面3間の内陣を設ける。内陣の正面1間分は須弥壇とし、千手観音の眷属である二十八部衆像と風神雷神像計30体を左右15体ずつ安置する。その奥の正面2間、側面2間は千手観音像の安置場所で、扉と壁で囲まれた閉鎖的なスペースとする。その内部は公開されていないが、土間床とし、中央に六角形の厨子を安置する。ここに安置する千手観音像は「お前立ち」像とされ、真の本尊は本堂下の地中に埋められているという。内陣には紀州藩の出である江戸幕府第8代将軍徳川吉宗の寄進という伝・左甚五郎作「野荒らしの虎」がある。
- 粉河寺庭園（国の名勝）

中門から約3メートルの高さの石段を経て本堂に至る、その両翼に土留め石垣を兼ねた石組の庭であるが、日本庭園としては先例のない様式である。緑泥片岩を主とし、琴浦（ことうら）の紫石、龍門石（りゅうもんいし）などの紀州の名石を含む、多数の巨大な岩石が変化に富む手法で堅固に、美しく組まれている。ツツジの刈込みで石の間隙をうずめ、さらにビャクシン・シダレザクラ・ソテツなどの植栽が組み合わされている。石組全体の構成は向かって左手に重点をおき、枯れ滝・石橋・鶴亀の島などを象徴的に表現し、右手にゆくに従って石の扱いは軽くなっている。このような構成は庭園としては異例のものである。詳しい作庭の年代は不明であるが、浅野家家老の上田宗箇の作庭とされ、その手法からみて安土桃山時代の豪華な作風が如実にあらわれており、江戸時代初期を下らない頃の作であると推定される。
- 千手堂（重要文化財） - 宝暦10年（1760年）建立。本堂の左に建つ宝形造（ピラミッド形屋根）の堂[1]。本尊の千手観音立像は秘仏で、2008年（平成20年）10月1日から10月31日までの間、217年ぶりに開扉された。
- 行者堂
- 粉河産土神社 - 元は粉河寺の鎮守社。神仏分離によって独立した。
- 丈六堂 - 文化3年（1806年）建立。
- 地蔵堂
- 六角堂 - 享保5年（1720年）建立。西国三十三所観音霊場のそれぞれの札所の本尊を模した33体の観音像を祀る。
- 鐘楼
- 薬師堂 - 本尊の薬師如来は秘仏。毎年1月8日の初薬師のみ御開帳。ただし、西国三十三所霊場草創1300年を記念して、2016年（平成28年）3月26日 - 5月5日まで特別開帳された。
- 十禅律院 - 元は塔頭の十禅院。寛政12年（1800年）に独立して天台宗安楽律院派の寺院となっている。
- 中門（重要文化財） - 入母屋造、本瓦葺きの楼門。左右の間に四天王像を安置する。棟札によれば明和年間（1764年 - 1772年）から長い年月をかけて天保3年（1832年）に完成。扁額「風猛山」は紀州藩第10代藩主徳川治宝の筆[1]。
- 御供所
- 土蔵
- 太子堂
- 阿弥陀如来坐像（紀の川市指定有形文化財） - 露座仏。文久2年（1862年）作。紀州藩第8代藩主徳川重倫らの寄進。
- 念仏堂（光明殿） - 江戸時代後期建立。総欅造。
- 童男堂（和歌山県指定有形文化財） - 延宝7年（1679年）建立。寺伝では将軍徳川吉宗の寄進とされる[12]。千手観音の化身とされる童男大士を祀る。三間四方の正堂の前方に五間二間の礼堂を設け、奥行一間の合の間を増築し、宝暦5年（1755年）に現状のような屋根に変更したことが、棟札によってわかる。当寺の草創にかかわる重要な建物だけに時代の要請によってその都度改良を加えていったものと考えられる[13]。
- 庫裏 - 本坊。
  - 御池坊庭園（紀の川市指定名勝） - 江戸時代初期築造の池泉鑑賞式庭園。代々粉河寺の頭坊であった御池坊が元禄元年（1686年）に再建された際に造られた。
  - 出現池
  - 童男大士像
  - 三角堂
- 羅漢堂
- 子育地蔵堂
- 不動堂 - 弘法大師爪彫と伝承する不動明王を祀る。
- 円解院 - 塔頭。
- 修徳院 - 塔頭。
- 大門（仁王門、重要文化財） - 宝永4年（1707年）再建。入母屋造、本瓦葺きの楼門。和歌山県内では高野山、根来寺に次ぐ大きさである。仏師春日作と伝える桂材で作られた金剛力士像を安置[1]。
- 地蔵堂
- 善光寺堂 - 善光寺如来を祀る。

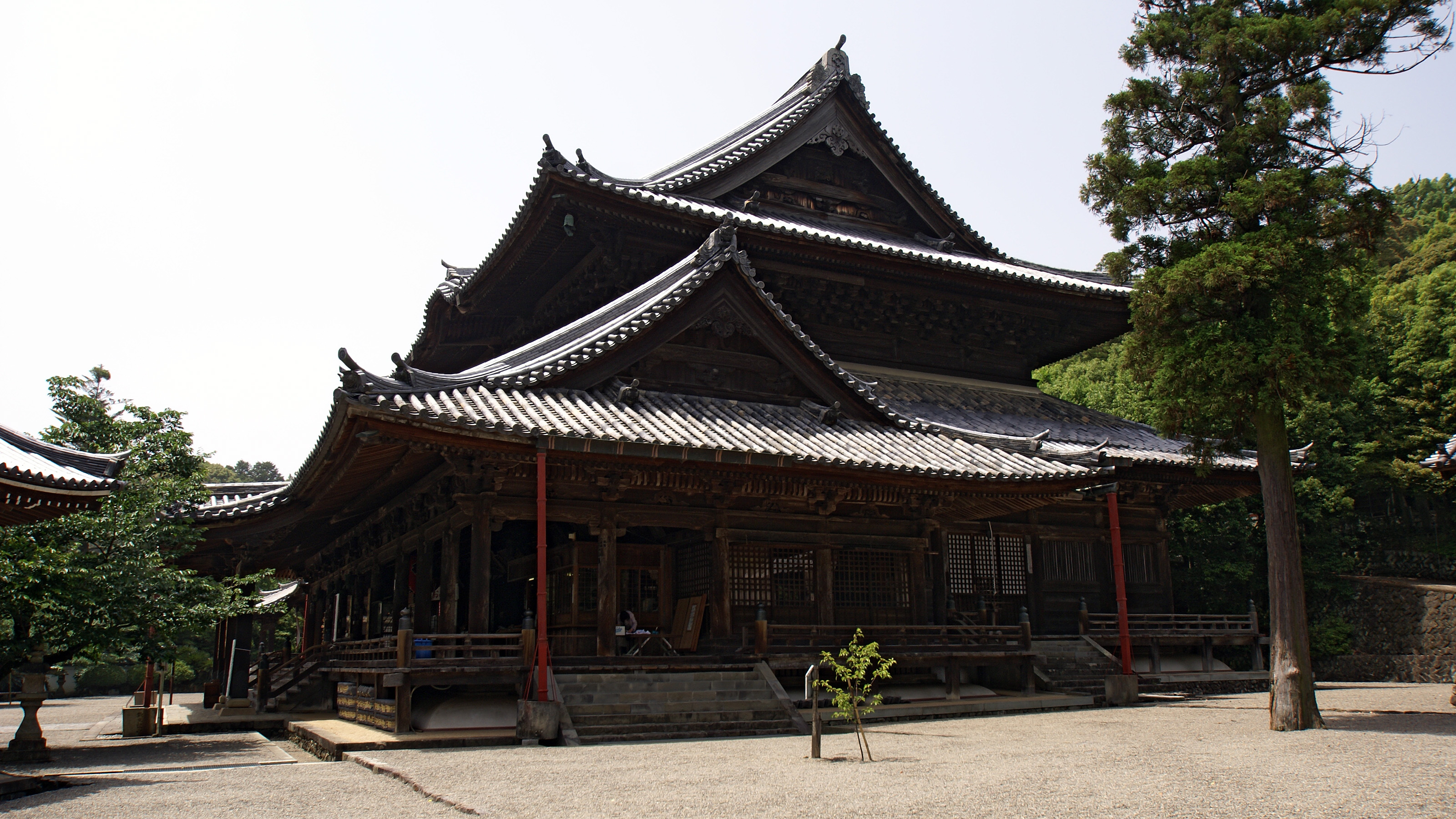
本堂側面
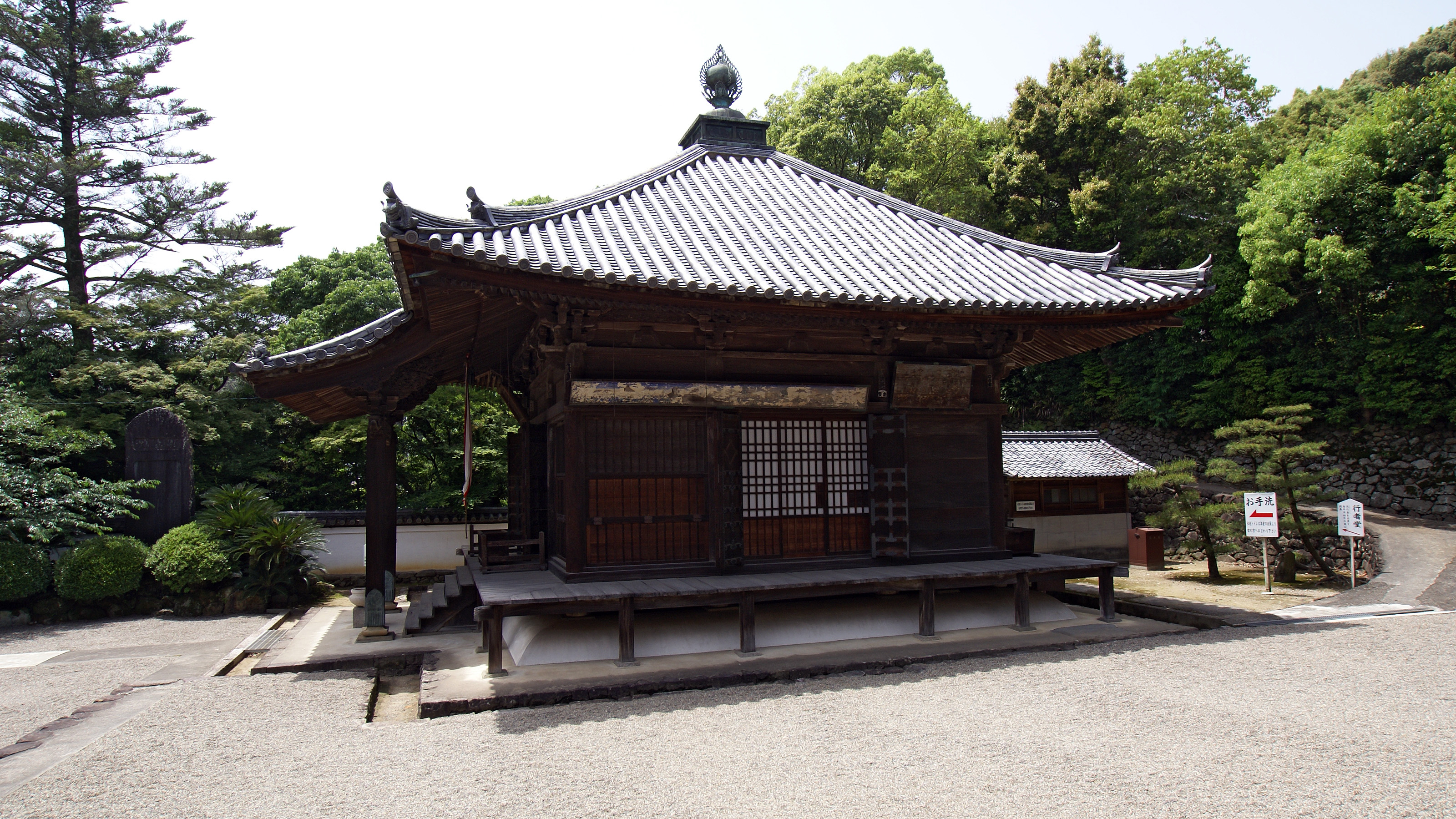
千手堂（重要文化財）
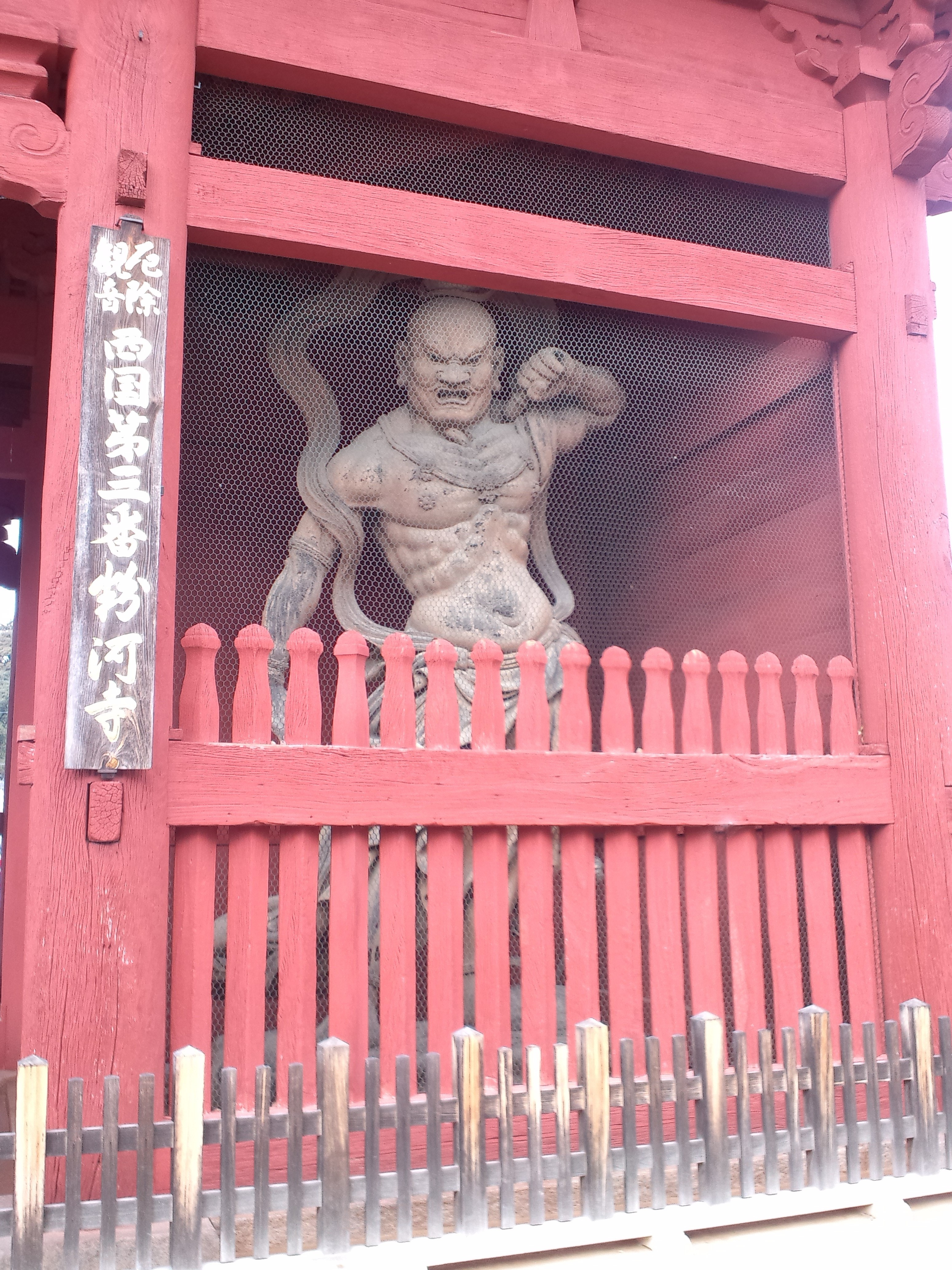
大門の金剛力士像
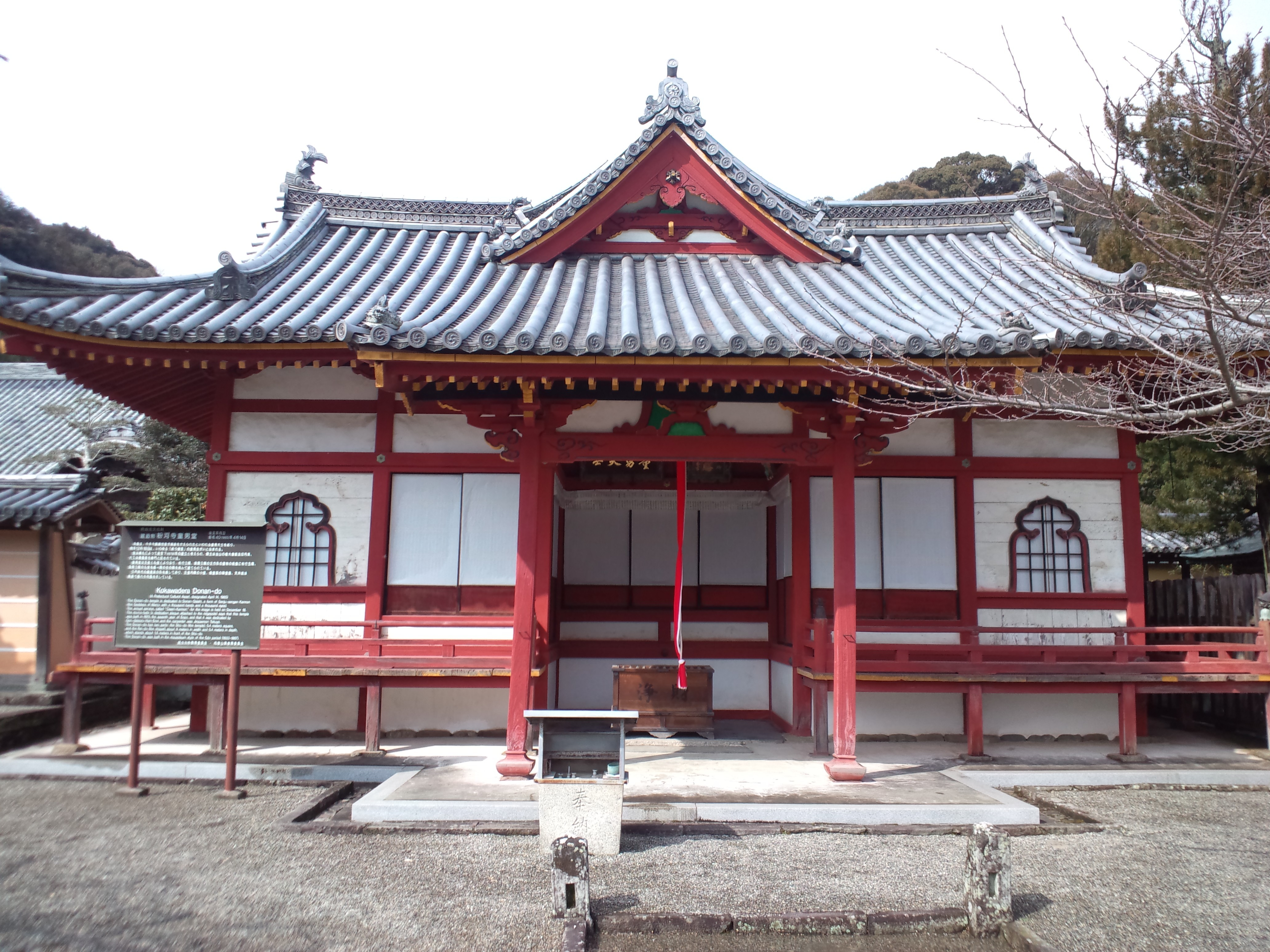
童男堂
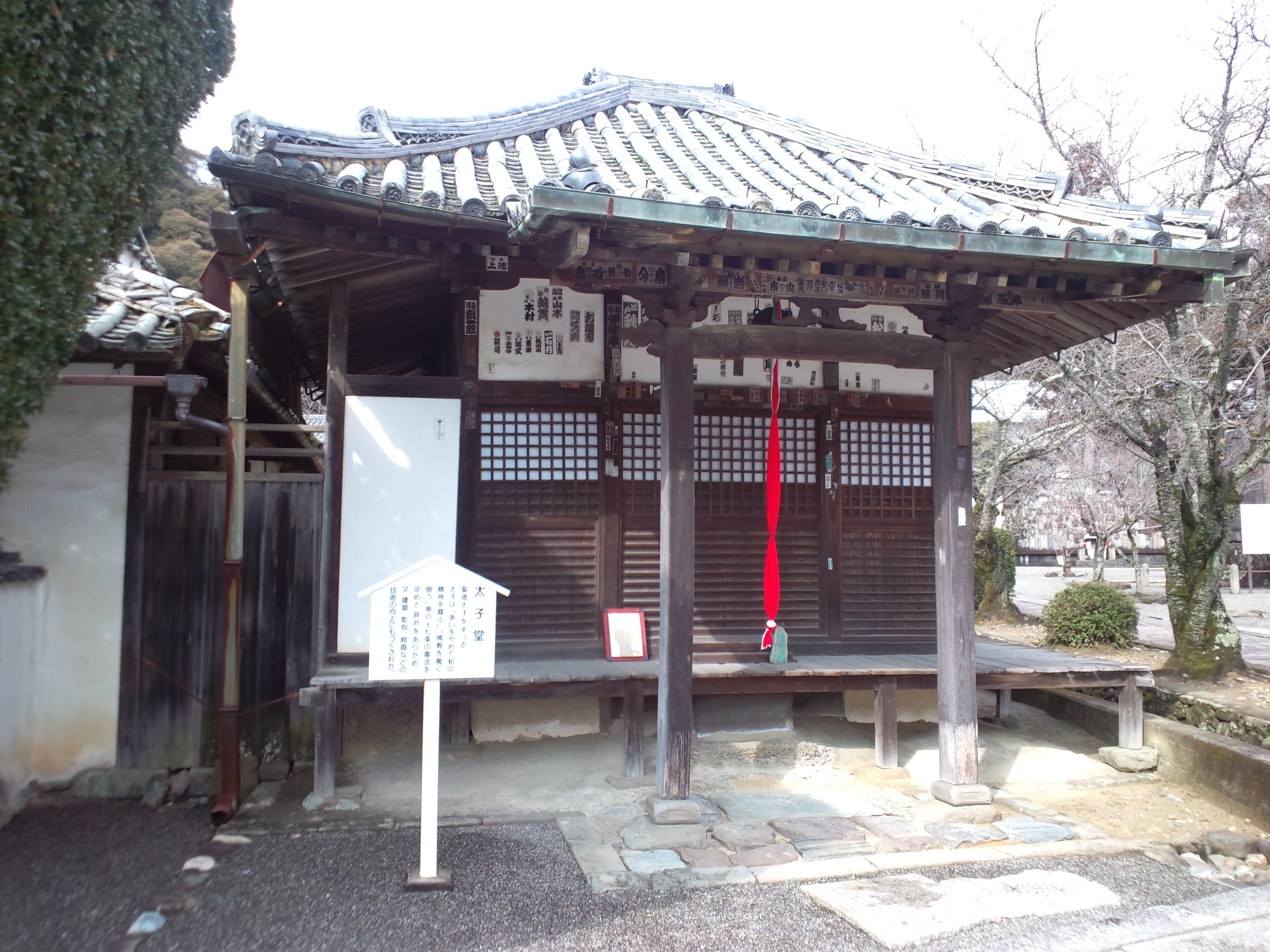
太子堂
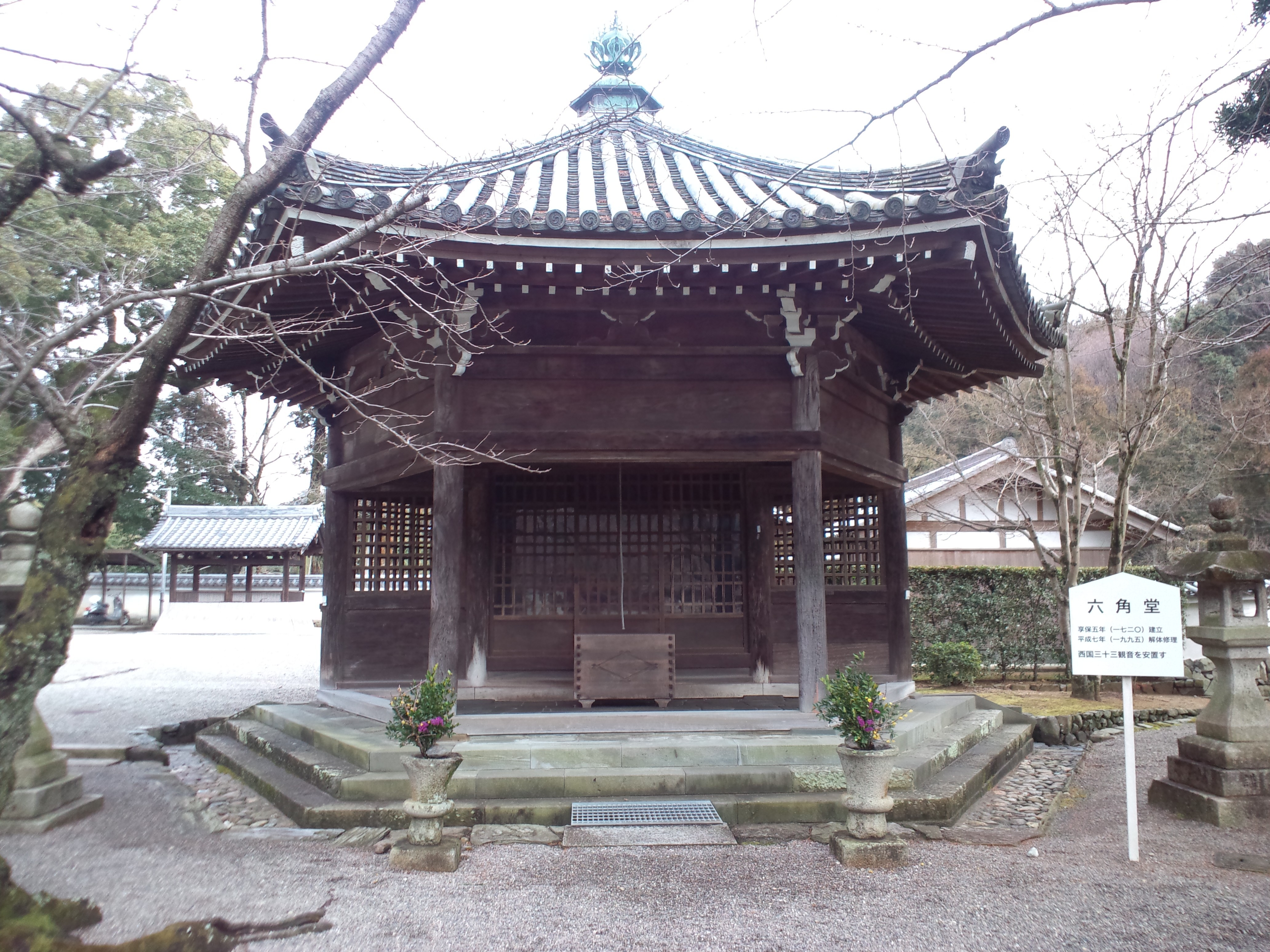
六角堂
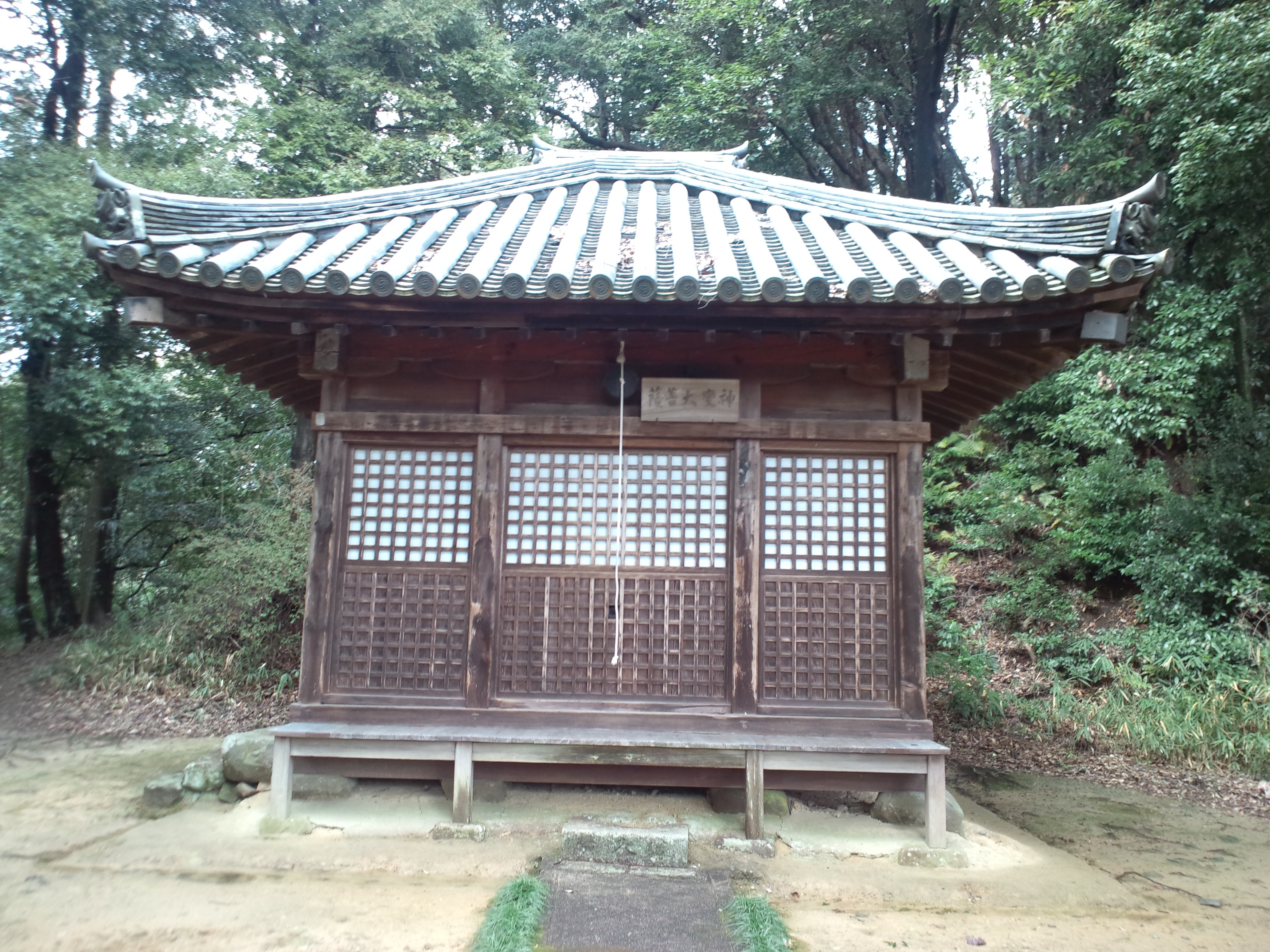
行者堂
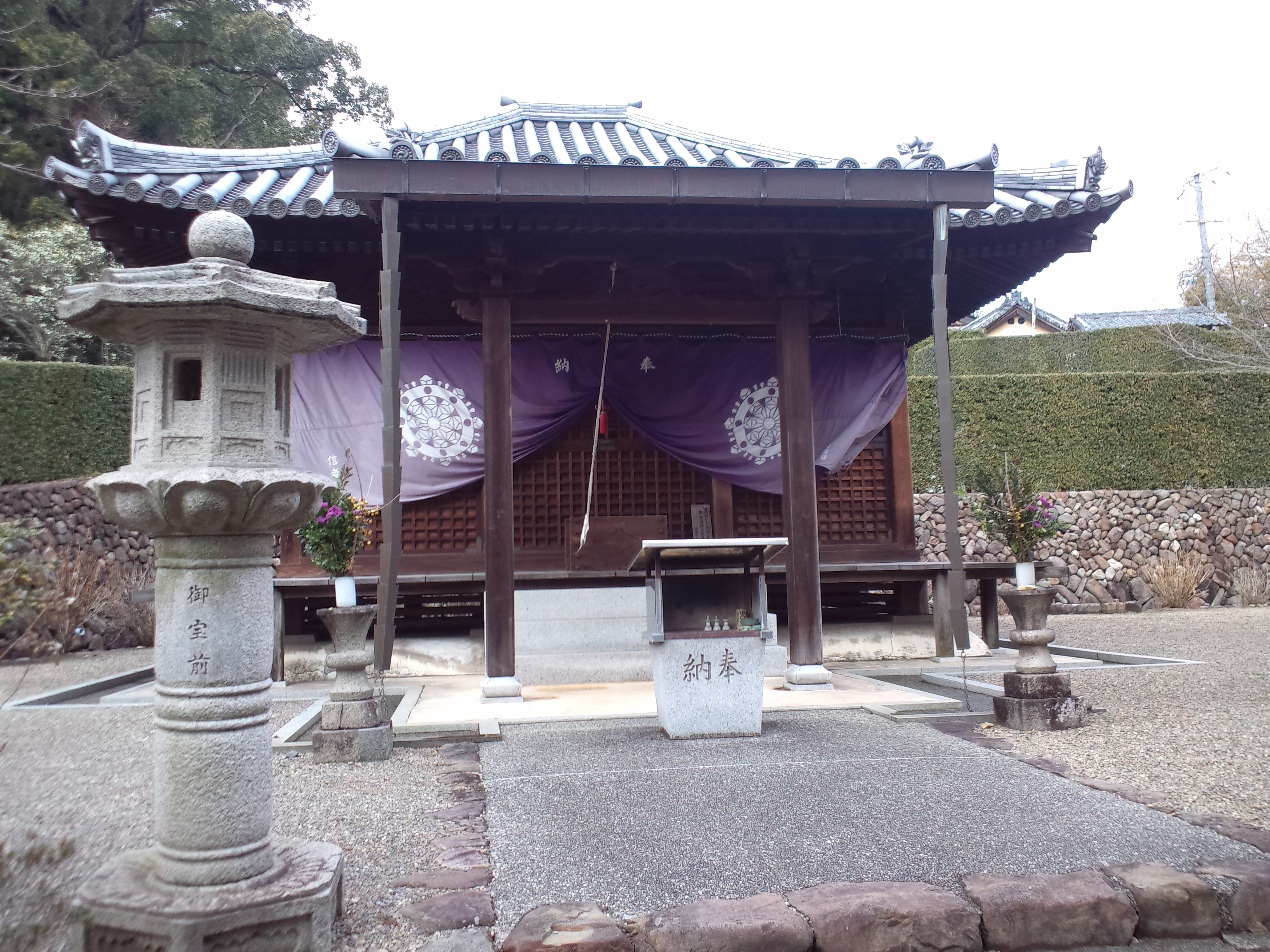
薬師堂
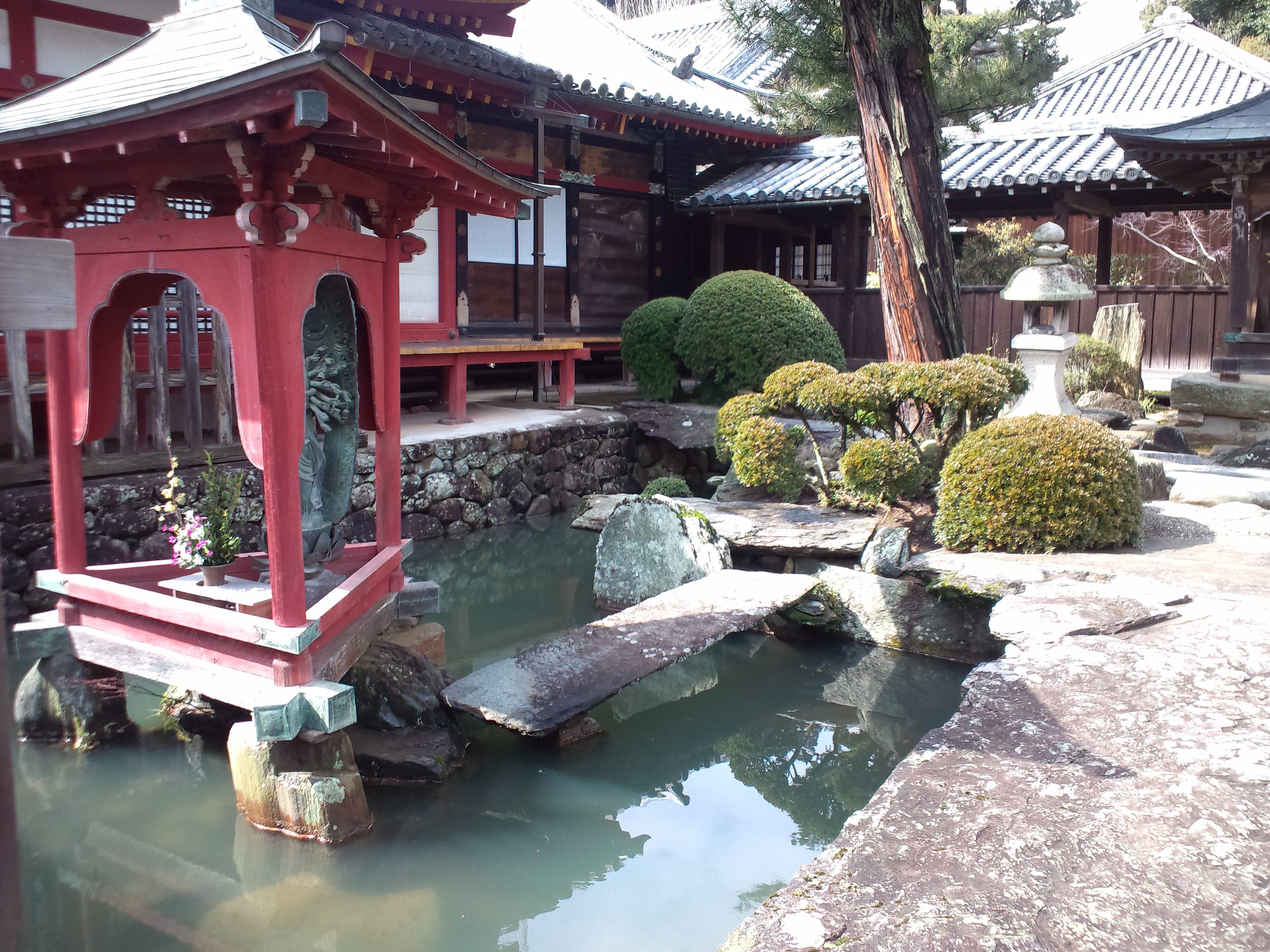
出現池
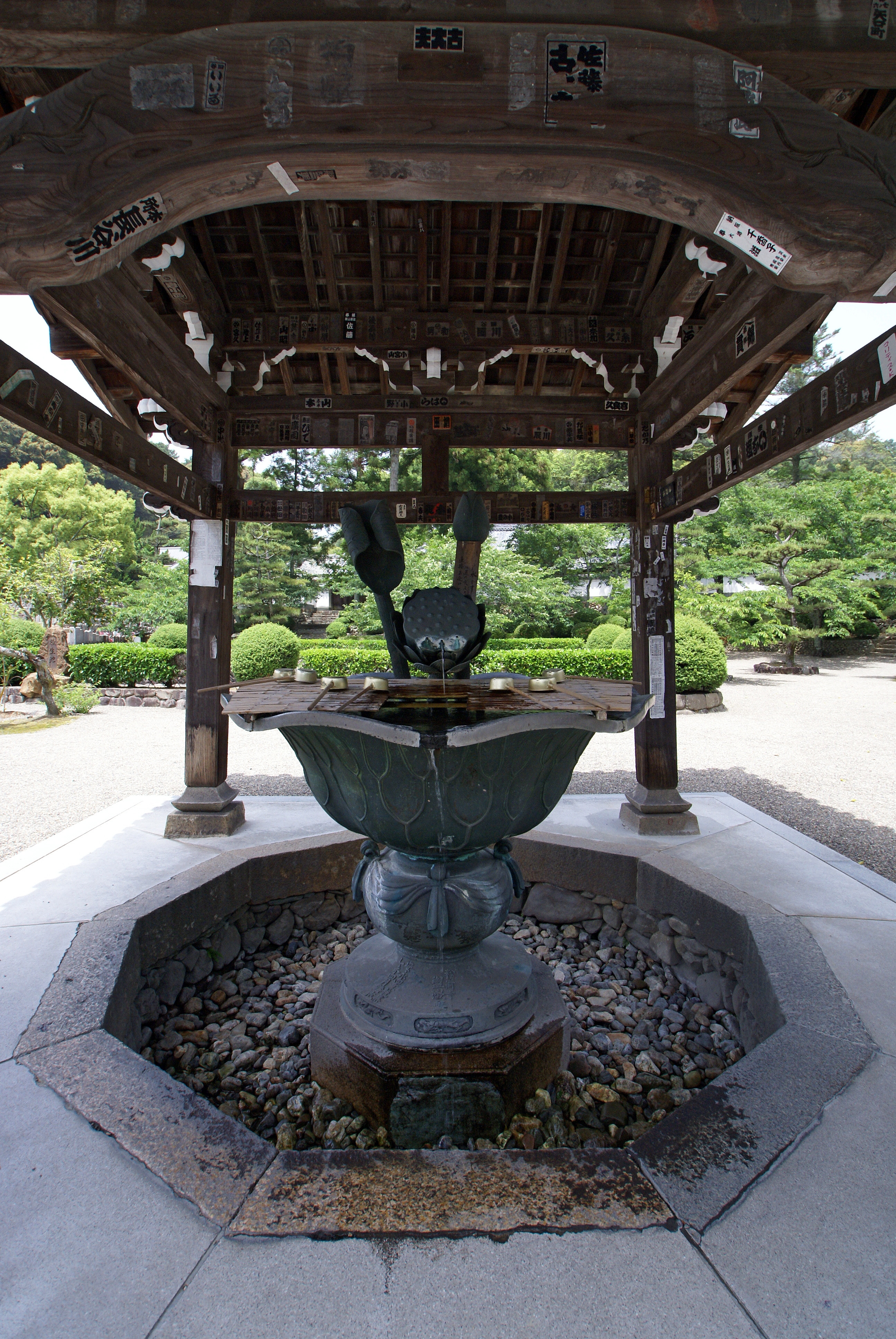
盥漱盤

## 文化財

### 国宝
- 紙本著色粉河寺縁起絵巻 1巻（絵画） - 1953年（昭和28年）3月31日指定[14]。詳細については「歴史」節で前述。鎌倉時代初期の作と思われる。当時の生活の様子がわかる風俗資料としても貴重なものである。全巻にわたり、料紙の上端と下端に焼損痕があり、絵や詞書の一部が失われている。京都国立博物館に寄託。

### 重要文化財
- 粉河寺 4棟（建造物） - 1996年（平成8年）12月10日指定[15]。
  - 本堂 附：指図3枚および文書1紙[16] - 正徳3年（1713年）の火災の後に再建された[15]。
  - 千手堂[17]
  - 中門 附：棟札1枚[18]
  - 大門[19]

### 国の名勝
- 粉河寺庭園 - 1970年（昭和45年）4月23日指定[20]。

### 和歌山県指定有形文化財
- 童男堂 - 1965年（昭和40年）4月14日指定。
- 大門橋高欄宝珠 11箇

### 紀の川市指定有形文化財
- 阿弥陀如来像（露座仏） - 文久2年（1862年）作。鐫字、総長210cm、像長144cm。紀州藩第8代藩主徳川重倫らの寄進。
- 石造地蔵菩薩立像
- 盥漱盤（荷葉鉢） - 安永4年（1775年）、粉河鋳物師蜂屋薩摩掾五代目源正勝の作。総高240cm、幅185cm。
- 粉河寺諸伽藍石之間之図

### 紀の川市指定名勝
- 御池坊庭園

### 紀の川市指定自然保存物
- 踞木地の楠

## 前後の札所
西国三十三所
2 紀三井寺（護国院）　-　3 粉河寺 　-　4 施福寺

## 所在地
- 和歌山県紀の川市粉河2787

## アクセス
- JR西日本和歌山線 粉河駅より徒歩約10分。
- 和歌山バス那賀紀伊粉河線「粉河寺」停留所下車すぐ
- 京奈和道の紀の川東ICから県道122号を西へ、県道7号に合流する交差点を左折、約500mで大門前

## 周辺情報
- 粉河産土神社（隣接）
- 十禅律院（隣接）
- 慈尊院
- 真田庵
- 根来寺
- 興山寺
- 三船神社
- 高野山